# Henri-Géry Hers
Henri-Géry Hers (Namur, 23 de julho de 1923 — Ottignies-Louvain-la-Neuve, 14 de dezembro de 2008) foi um bioquímico belga. Conhecido por suas pesquisas sobre o metabolismo do glicogênio e suas doenças.
Recebeu o Prêmio Francqui de 1966 e em 1975 o Prêmio Internacional da Fundação Gairdner. Recebeu em 1988 o Prêmio Wolf de Medicina.

## Obras
- Hers Science, non-science et fausse science. Réflexion sur les chemins de la connaissance: essai, L´Harmattan, Paris 1998